# Clube Recreativo Bandeirantes (Mirassol D’ Oeste)
O Clube Recreativo Bandeirantes fica localizado na cidade de Mirassol d'Oeste no Mato Grosso. O edifício foi tombado por sua importância cultural.
O clube foi fundado em março de 1974 por um grupo de sócios e participação. A inauguração ocorreu em 28 de outubro de 1974. Ao longo de uma década, foi utilizado, sem custos, pela população na realização de festas, comemorações, casamento, concursos de miss, reuniões políticas, bailes entre outros eventos realizadas na cidade. O clube funcionou de 1974 a 1985. Também foi o primeiro cinema da cidade.
Em 2013, a Assembleia Legislativa de Mato Grosso aprovou a reforma no clube por meio de emenda parlamentar proposta pelo deputado estadual Airton Português. Porém, em 2014, as obras estavam paradas.
A área construída do edifício e o seu entorno totalizam 2.500 metros quadrados. Toda o terreno faz parte do Patrimônio Histórico e Artístico de Mato Grosso.